# Gustaw Wuttke
Gustaw Michał Wuttke (ur. 30 września 1887 w Widzewie, zm. 23 października 1975 w Warszawie) – polski profesor, geograf, pedagog, wykładowca Uniwersytetu Warszawskiego, encyklopedysta .

## Życiorys
Uczeń V Gimnazjum w Warszawie. Uczestnik strajku szkolnego w 1905. Student Eugeniusza Romera, absolwent Politechniki Lwowskiej. Nauczyciel Żeńskiego Seminarium Nauczycielskiego im. Juliusza Słowackiego we Lwowie. Członek Polskiej Partii Socjalistyczno-Demokratycznej.
W latach 1918–1924 nauczyciel propedeutyki fizyki i chemii w Państwowym Gimnazjum im. Stefana Batorego w Warszawie, a w latach 1924–1939 nauczyciel geografii. Od 1945 kierownik pracowni dydaktyki geografii w Instytucie Geografii Uniwersytetu Warszawskiego. Działacz Instytutu Pedagogicznego Związku Nauczycielstwa Polskiego, członek Komisji Pomocy Naukowej w Instytucie Pedagogicznym i Rady Naukowej Planetarium im. Mikołaja Kopernika w Chorzowie. Inicjator nauczania geografii w pracowni szkolnej. Posiadł godność Członka Honorowego PTTK od 23 października 1975.
Ojciec żołnierzy batalionu Zośka: Jana i Tadeusza (obaj polegli w powstaniu warszawskim).
Pochowany na cmentarzu Powązkowskim w Warszawie (kwatera 298-5-12).

## Publikacje
Był encyklopedystą, edytorem dwutomowej Podręcznej encyklopedii pedagogicznej wydanej w latach 1923–1925 we Lwowie przez Towarzystwo Nauczycieli Szkół Wyższych i Średnich i Wydawnictwo Książnica Polska. Napisał do niej hasła Geografia i Przyroda martwa . Był także propagatorem nauczania poglądowego i autorem licznych podręczników (m.in. Poznaj swój kraj) oraz prac metodycznych.

## Ordery i odznaczenia
- Złoty Krzyż Zasługi (dwukrotnie: 11 listopada 1936[6], 24 sierpnia 1955[7])
- Medal 10-lecia Polski Ludowej (23 maja 1955)[8]